# La viga
La viga és un curtmetratge de ficció, produït en 1996 i dirigit per Roberto Lázaro García. Va ser rodat en la localitat soriana de La Cuenca (Castella i Lleó) i mereixedor del Premi Goya al Millor Curtmetratge de Ficció de l'any 1997.
El curtmetratge mostra les tensions entre l'alcalde i el mestre d'una petita localitat a causa de les obres de rehabilitació que han d'executar-se a l'escola.

## Premis
El curtmetratge ha estat guardonat en més de trenta ocasions.
| PREMIS                                                                                                |
| --- |
| Premi Goya 1997 al Millor Curtmetratge de Ficció                                                      |
| Bronze Houston International Film Festival                                                            |
| 3.er Premi Festival de cinema de Carabanchel                                                          |
| Millor Curtmetratge Festival de Cinema Inèdit de Salamanca                                            |
| Premi de la Crítica, premi del jurat jove i premi especial del jurat del Festival de Cinema d'Algarve |
| Millor fotografia del Festival de Cinema Ibèric de Badajoz.                                           |
| 3.er Premi Mostra de Curtmetratges Ateneu de Madrid                                                   |
| Premi Plataforma Nous Realitzadors                                                                    |
| Millor curtmetratge de Castella i Lleó, Festival de Medina del Campo                                  |
| 3.er Premi Festival d'Aguilar de Campoo                                                               |
| Esment especial al Chicago Latin Film Festival                                                        |
| Màxima puntuació atorgada en 1997 per l'ICAA a Curtmetratge Realitzat                                 |
| Festival Internacional do Cinema d'Algarve                                                            |
| Premi del Públic Mostra de Cinema de Palència                                                         |